# Federación Nicaraguense de Baloncesto
Der Nicaraguanische Basketballverband ist der offizielle Basketballverband in Nicaragua. Er hat seinen Sitz in Managua.

## Geschichte und Aufgaben
Der Verband ist seit 1959 Mitglied der Fédération Internationale de Basketball (FIBA) und ist damit auch Mitglied der FIBA Amerika. Präsident des Verbandes ist zur Zeit Angel Mallona Narváez. Sein Generalsekretär ist Yuri Cisne Peralta.
Der Verband ist für die Organisation, Leitung und Entwicklung des Basketballsports in Nicaragua verantwortlich. Der Verband vertritt den Basketballsport gegenüber Behörden sowie nationalen und internationalen Sportorganisationen.
Zusätzlich verteidigt der Verband auch die moralischen und materiellen Interessen des Nicaraguanischen Basketballs. Der Verband organisiert die Nationale Meisterschaft und ist für die Nicaraguanische Basketballnationalmannschaft und die Nicaraguanische Basketballnationalmannschaft der Damen verantwortlich.

## Infos zum Verband
| Kriterium               | Fakten                |
| ----------------------- | --------------------- |
| Gründungsjahr           |                       |
| Jahr des FIBA-Beitritts | 1959                  |
| Kontinental Verband     | FIBA-Amerika          |
| Sitz des Verbandes      | Managua               |
| Präsident               | Angel Mallona Narváez |
| Generalsekretär         | Juri Cisne Peralta    |
| Höchste Liga            |                       |
| Sonstiges               |                       |